# Bernhard Ljunggren
Nils Bernhard Ljunggren, född 22 april 1880 i Örkelljunga församling, Kristianstads län, död 30 maj 1959 i Markaryds församling, Kronobergs län, var en svensk folkmusiker.

## Biografi
Bernhard Ljunggren föddes 1880 i Örkelljunga socken. Han var son till en lantbrukare. Ljunggren utbildade sig i sin ungdom till skomakare och började spel fiol när han var 16 år gammal. Han var fiolelev till skräddaren Alin i Hishult och flyttade 1903 till Markaryds socken. På sin fritid kom han att bygga fioler vilket resulterade i att han 1914 började arbetade med träsnideri och skulptering.
Han deltog på Riksspelmansstämman på Skansen 1927 och Riksspelmansstämman på Skansen 1939.

## Upptecknade låtar
Upptecknade låtar år 1929 av Olof Andersson efter Ljunggren.
- Polska i A-dur, efter Anders Bredal.[3]
- Polska i A-dur, efter Anders Bredal.[3]
- Bröllopsmarsch i D-dur, efter Anders Bredal och Lundqvist.[3]
- Vals i A-dur, komponerad av Ljunggren 1925.[3]
- Polska i D-dur.[3]
- Polska i D-dur, efter Thorsjö.[3]
- Polska i Bb-dur, efter Thorsjö.[3]
- Polska i Bb-dur, efter Thorsjö.[3]
- Polska i F-dur.[3]
- Polska i D-moll, efter Anders Bredal.[3]
- Marsch i D-dur, efter Kungs Otto Johansson.[3]
- Polska i Bb-dur.[3]
- Vals i D-dur, efter Kungs Otto Johansson.[3]
- Vals i D-dur, efter Neta Johansson "Petter Kungs Neta".[3]
- Polska i Bb-dur, efter Johannes Svensson.[3]
- Polska i F-dur, efter Johannes Svensson.[3]
- Polska i D-dur, efter Thorsjö.[3]
- Vals i A-dur, efter Ekman.[3]
- Polska i D-dur.[3]
- Kadrilj i A-dur, efter Christoffer Ekelund.[3]